# Джек Рубі стріляє в Лі Гарві Освальда

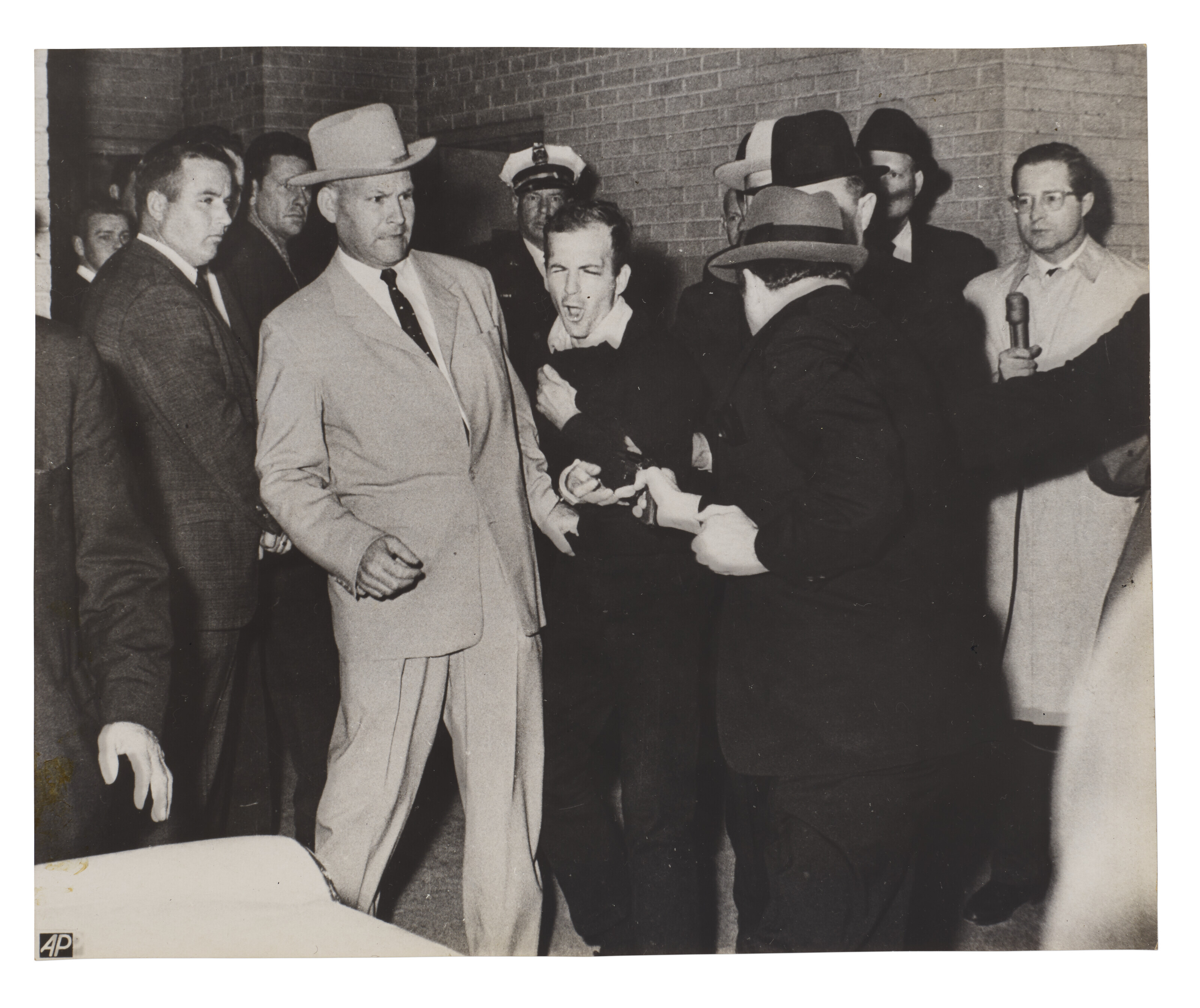
Фотографія Роберта Джексона

«Джек Рубі стріляє в Лі Гарві Освальда» (англ. Jack Ruby Shoots Lee Harvey Oswald) — фотографія 1963 року, на якій власник нічного клубу Джек Рубі стріляє в Лі Гарві Освальда, вбивцю президента Джона Ф. Кеннеді. Знімок був зроблений фотографом газети Dallas Times Herald Робертом Джексоном і отримав Пулітцерівську премію за фотографію 1964 року.
Джексон зробив фотографію в підвалі Далласької в'язниці саме в момент, коли куля влучила в Освальда. Інший репортер, Джек Бірс з The Dallas Morning News, зробив інший відомий знімок цього інциденту за частку секунди до пострілу (див. нижче).
Окрім Пулітцерівської премії, фотографія Джексона також отримала нагороди від Texas Headliners Club та Sigma Delta Chi.

## Історія фотографії
22 листопада 1963 року в Далласі, штат Техас, сталося вбивство президента США Джона Кеннеді. Головним підозрюваним у вбивстві був затриманий поліцією Лі Гарві Освальд. Через два дні після вбивства поліція Далласа організувала переведення Освальда до окружної в'язниці. Поліція повідомила новинні агентства, що переведення Освальда заплановано на 9:15 ранку, тому Джексон прибув до 9:00 ранку, щоб підготуватися. Втім, переведення почалося лише після 11:00 ранку. На той момент у підвалі Далласької в'язниці перебувало приблизно п'ятдесят людей, що бажали спостерігати за переведенням Освальда
Коли влада повідомила репортерів у підвалі штаб-квартири поліції, що зараз виводитимуть Освальда, Джексон приготував свій 35 мм фотоапарат Nikon S3 Джексон багато разів бував у підвалі штаб-квартири поліції Далласа під час переміщення ув'язнених, тому знав, де стояти, щоб отримати найкращі кадри, і на яку відстань налаштувати об'єктив. Він кілька разів перевірив важіль фотоапарата і спалах. Репортери розташувалися півколом, а двері, через які мав увійти Освальд, знаходилися приблизно у 3,5 м від них.
Коли Освальда нарешті вивели, і він зробив з десяток кроків до репортерів з натовпу вискочив власник нічного клубу (і гангстер) Джек Рубі та вистрілив у нього з револьвера Colt Cobra 38 калібру. Постріл відбувся об 11:21 ранку. Джексон зробив фото одночасно з пострілом, хоча лише після проявки плівки зрозумів, що зміг зафіксувати сам момент влучання кулі в Освальда. Після пострілу почалася сутичка, якийсь з поліціянтів хотів вихопити камеру Джексона, але той її втримав.

## Фотографія Бірса

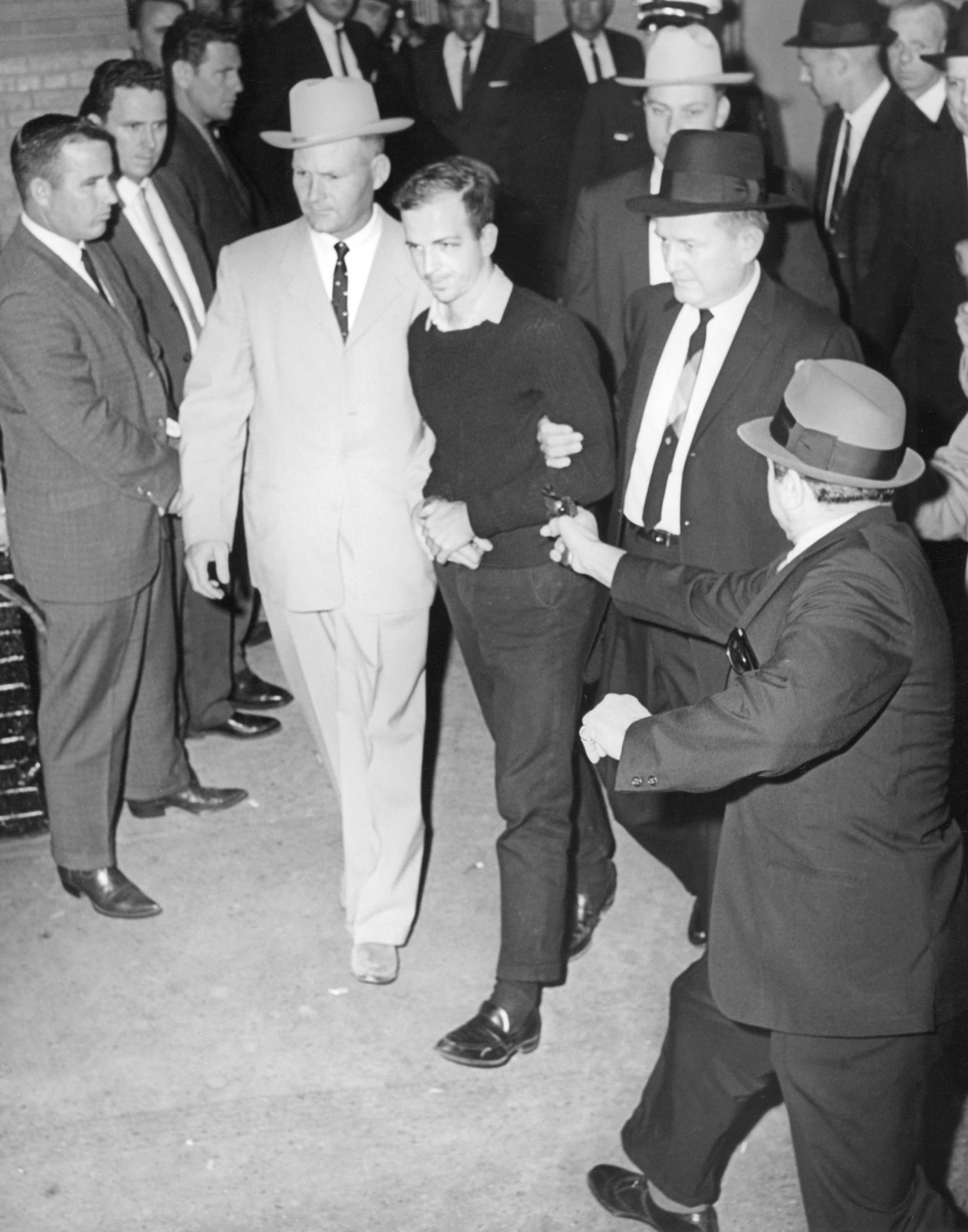
Фотографія Джека Бірса

Джек Бірс, який працював у конкуруючій газеті The Dallas Morning News, також сфотографував цей інцидент за шість десятих секунди до фото Джексона, і на його фото Рубі тільки робить крок вперед з пістолетом наготові та ще не вистрілив. Фото Бірса було опубліковано першим, але фото Джексона було значнішим, оскільки воно зафіксувало сам момент вбивства Освальда.
Коли Джексон повернувся до своєї редакції з непроявленою плівкою, і фотографія Бірса вже була в газетах, репортери спитали його, чи є щось настільке ж цікаве і у нього. Репортерка на ім'я Вівіан Каслберрі згадувала про момент, коли Джексон проявив плівку і показав іншим, що радісні крики «звучали на весь Даллас». 25 листопада 1963 року це зображення було опубліковано на першій шпальті газети Dallas Times Herald.
Друзі та родина Бірса казали, що він так і не оговтався від того, що упустив Пулітцерівську премію.

## Значення
Джексон зробив фото саме в той момент, коли куля з пістолета Рубі потрапила в тіло Освальда. Обличчя Освальда виражає біль. Також на знімку видно реакцію на постріл детектива поліції Далласа Джима Лівелла (чоловік у білому капелюсі «Stetson», скутий з Освальдом кайданками).
Одна з причин популярності цього зображення, полягає в тому, що воно передало жах цих чоловіків у кадрі. Цю драматичну зафіксували сцену численні фото- та телекамери, але, як пише за даними The Denver Post, «ніхто не створив такого зображення, як Джексон».
Зображення отримало Пулітцерівську премію 1964 року за фотографію та міжнародне визнання.
Джексон сам був шокований отриманням премії.
Зображення також отримало інші нагороди, включаючи нагороду Texas Headliners Club та нагороду Sigma Delta Chi за найкраще новинне фото року.